# 新・ラーメン大好き小池さんの唄
「新・ラーメン大好き小池さんの唄」（しんラーメンだいすきこいけさんのうた）は、シャ乱Qの19枚目のシングル。2000年3月23日にBMGファンハウスより発売された。

## 内容
1stアルバム『炸裂!へなちょこパンチ』収録曲で、メジャー・デビューのきっかけとなった1991年の「BSヤングバトル」グランプリ受賞曲である、「ラーメン大好き小池さんの唄」のリメイク（セルフカバー）で、ダンス☆マンによるプロデュース作品。過去楽曲の中ではほとんど初めてメンバーが編曲に参加しなかった楽曲でもあり、既に分裂状態だったという噂も立っていた。
ミュージック・ビデオに、初めてアニメーションを導入した。
次回作の「歩いてる」は、アップフロントワークスのzetimaレーベルからの発売となったため、当作品を以てBMG在籍時代のシャ乱Qのシングルとしては最後のシングルとなった。

### 小池さん
タイトルにもなっている「小池さん」は、藤子不二雄の漫画作品の『オバケのQ太郎』や『ドラえもん』などに登場する、ラーメンが大好物な男性「小池さん」がモチーフ。
本曲中で小池さんが食べているのはカップ麺であるが、漫画の小池さんが実際食べているのはほぼ袋麺（チキンラーメン）である。
楽曲内の「小池さん 小池さん 好き好き」という歌詞とメロディは、テレビアニメ『ひみつのアッコちゃん』（1969年版）のエンディングテーマ曲「すきすきソング」（作詞：井上ひさし・山元護久、作曲：小林亜星）のパロディとなっている。

## 収録曲
1. 新・ラーメン大好き小池さんの唄
  - 作詞:つんく 作曲:シャ乱Q 編曲:ダンス☆マン
  - （原曲の編曲は当時、プロデュースを行っていた白井良明とシャ乱Qの合作）
2. most
  - 作詞:まこと 作曲:はたけ 編曲:小西貴雄
3. 新・ラーメン大好き小池さんの唄（SEXYファンク ver.）
  - 作詞:つんく 作曲:シャ乱Q 編曲:松原憲
4. 新・ラーメン大好き小池さんの唄（Instrumental）
5. most(inst.)

## 収録アルバム
- BEST OF HISTORY (#1)
- GOLDEN☆BEST シャ乱Q (#1,2)

## 備考
- テレビドラマ『ラーメン大好き小泉さん』の主題歌として、本楽曲の歌詞を一部変更したアレンジ版であるこぶしファクトリーの歌「ラーメン大好き小泉さんの唄」が起用された。
- モーニング娘。主演の映画『ピンチランナー』のサウンドトラックには本楽曲が収録されている[1]。